# Coccomyces phyllocladicola
Coccomyces phyllocladicola är en svampart som beskrevs av Spooner 1990. Coccomyces phyllocladicola ingår i släktet Coccomyces och familjen Rhytismataceae.   Inga underarter finns listade i Catalogue of Life.